# Матаморос Франко, Карлос
Карлос Матаморос Франко (исп. Carlos Matamoros Franco; род. 17 декабря 1966) — эквадорский шахматист, гроссмейстер (2002). Старший тренер ФИДЕ (2016).
Участник 3-го Кубка мира по шахматам (2005) в г. Ханты-Мансийске.
Многократный участник различных соревнований в составе сборной Эквадора по шахматам:
- Командный чемпионат мира среди юношей до 26 лет (1985).

- 11 Олимпиад (1982, 1986, 1994, 2000—2014). Дважды выигрывал медали в личном зачёте: в 1982 году взял «золото», в 1986 — «серебро».

- Панамериканский командный чемпионат 2003 года. Играя на первой доске, выиграл «бронзу» в команде и «золото» в личном зачёте.

## Изменения рейтинга
| Графики недоступны из-за технических проблем. См. информацию на Фабрикаторе и на mediawiki.org. |